# Esperantujo
Esperantujo (oder auch Esperantio) ist die Eigenbezeichnung der Sprecher der Sprache  Esperanto für die Esperanto-Sprachgemeinschaft einschließlich der zugehörigen Esperanto-Kultur und -Institutionen. 
Nach verschiedenen Schätzungen dürfte es in über 100 Ländern insgesamt zwischen einigen tausend und einigen hunderttausend aktive Esperanto-Sprecher geben – also Personen, die im Laufe eines Jahres in irgendeiner Weise Esperanto nutzen. Insgesamt haben laut Schätzungen seit 1887 einige Millionen Menschen Esperanto gelernt; es gibt weiterhin ein- bis zweitausend Esperanto-Muttersprachler.
Nach einer Probandenbefragung von 1995 erlernt der überwiegende Teil der Sprecher Esperanto in der Jugend oder nach Beendigung der Berufstätigkeit.
Abgrenzung zur Esperanto-Bewegung
Gelegentlich wird für die Sprachgemeinschaft aller Esperanto-Sprecher der Begriff Esperanto-Bewegung benutzt, unabhängig davon, ob die Sprecher sich für Ziele der Esperanto-Bewegung einsetzen oder nicht.

## Entstehung 1887
Im Vorwort zu seinem ersten Esperanto-Lehrbuch Internationale Sprache schrieb Ludwik Zamenhof 1887, dass seine Sprache so sein solle, dass jeder, der diese Sprache erlernt hat, „sie sofort zum Verkehr mit anderen Nationalitäten benutzen können“ muss, „ganz abgesehen davon in wie fern diese Sprache von der Welt anerkannt wird, ob sie viele, wenige oder gar keine Anhänger hat“; dies legte die Grundlage für die Ausbildung der Esperanto-Sprachgemeinschaft.

## Esperanto-Kultur
Die Esperanto-Sprachgemeinschaft hat zum einen Kulturgüter aus anderen Sprachgemeinschaften übernommen, zum anderen eigene Kulturgüter geschaffen. Schon im ersten Lehrbuch von 1887 veröffentlichte Zamenhof eine Gedicht-Übersetzung (aus dem Buch der Lieder von Heinrich Heine) sowie zwei eigene Gedichte (Mia penso und Ho, mia kor’).
Mittlerweile sind etwa zehntausend Esperanto-Bücher veröffentlicht worden, jährlich kommen etwa 120 weitere hinzu.